# نیویی میتسوگی
نیویی میتسوگی (به ژاپنی: 乳井 貢 にゅうい みつぎ); ۱ ژانویهٔ ۱۷۱۲ – ۲۶ مهٔ ۱۷۹۲ یک هانشی در دوره ادو اهل قلمروی هیروساکی در ژاپن بود.
نیویی میتسوگی، حمله تویوتومی هیده‌یوشی به کره و همچنین انتقام رونین‌های حادثه آکو را مورد انتقاد قرار داد و نوشته‌است «هر چند رونین‌ها کار و موقعیت خود را به عنوان یک سامورایی از دست داده بودند، اما کار و مسئولیت آنان به عنوان یک انسان پایان نیافته بود. آنان احتمالاً مسئولیت تأمین هزینه‌های زندگی همسر و فرزندان و حفظ خانواده خود را داشتند.»